# Буддийская хронология
Буддийская хронология — даты исторических событий, связанных с буддизмом.

## До н.э
- 563 до н. э.: Сиддхартха Гаутама, будущий Будда, рождён в Лумбини (Древняя Индия).
- 534 до н. э.: Гаутама покидает отчий дом и становится аскетом.
- 528 до н. э.: Гаутама достигает просветления, становится Буддой и начинает своё служение.
- Около 500 до н. э.: классический санскрит приходит на смену языку Вед[1].
- Около 490-х до н. э. — 410-х до н. э.: жизнь Будды согласно недавнему исследованию.
- Около 483 до н. э.: Будда Шакьямуни умирает (в буддизме считается — уходит в паринирвану) в Кусинаре (нынешнее название Кушинагар), в Индии.

## Новая эра
- 1578: Алтан-хан, монгольский правитель присваивает титул Далай-ламы Сонаму Гьяцо (третьему Далай-ламе).
- 1741: Буддизм легализован как одна из государственных религий Российской империи. Императрица Елизавета принимает Указ, согласно которому признается существование «ламайской веры».